# Oratorio della Santissima Annunziata (Spotorno)
L'oratorio della Santissima Annunziata è luogo di culto cattolico situato nel comune di Spotorno, in via Santissima Annunziata, in provincia di Savona. La chiesa è alle dipendenze della chiesa parrocchiale della Santissima Annunziata.

## Storia
L'attuale edificio riporta scritta nel sottotetto e in una parete esterna la data del 1655, che si ritiene l'anno di riedificazione o comunque di profonda trasformazione dell'oratorio.
La presenza di un oratorio con tale titolo in loco è in ogni caso già attestata nel 1585, ma notizie più precise della sua origine al momento non si hanno.
Sede dell'omonima confraternita, subì danneggiamenti da parte delle truppe napoleoniche tra il 1794 e il 1804.

## Descrizione
L'edificio è a navata unica con volta a botte e abside. Ha altare maggiore marmoreo dietro al quale si conserva una statua dell'Annunciazione del XVI secolo. Un altro gruppo ligneo con lo stesso soggetto - risalente alla prima metà del Settecento - si conserva in una nicchia sulla parete di destra ed è opera di Anton Maria Maragliano, straordinariamente simile alla coeva Annunciazione dello stesso autore conservata nell'oratorio del Cristo Risorto di Savona.
Ai lati del presbiterio si trovano altri due altari dedicati a san Rocco e san Sebastiano. Lungo le pareti laterali sono conservate grosse tele del Seicento e del Settecento, due delle quali realizzate da Domenico Piola. Sono le storie di Maria, dalla nascita (del Merano) all'Assunzione. Con ogni probabilità, la pala dell'altare maggiore, oggi assente, consisteva in un'Annunciazione. Al di sotto delle grosse tele si trovano i seggi lignei dei confratelli, sormontati da decine di ex voto e da modellini di imbarcazioni.
Da notare ben quattro crocefissi processionali posti vicino all'ingresso. La facciata esterna è spoglia e priva di decorazioni, alleggerita solo da un finestrone a mezza luna e sormontata sul colmo da un piccolo campanile a vela. Notevole è la collezione di preziosi donati in segno di devozione nel corso dei secoli.
L'antistante sagrato è stato completamente rifatto tra il 1998 e il 1999.